# Берн (станція)
46°56′56″ пн. ш. 7°26′21″ сх. д. / 46.948819444444° пн. ш. 7.4391166666667° сх. д.
Залізнична станція Берн (нім. Bahnhof Bern) —  залізнична станція, що обслуговує Берн, Швейцарія. 
Відкрита в 1858-60 рр. і відтоді кілька разів перебудовувалася, обслуговує залізниці Ольтен — Берн і Лозанна — Берн (разом утворюючи залізницю Миттельландліні). 
На станції закінчується Лечбергбан. 
Станція належить Швейцарським федеральним залізницям (SBB CFF FFS). 
Потяги до/зі станції обслуговуються Швейцарськими федеральними залізницями, BLS AG і Regionalverkehr Bern-Solothurn. 
Станція обслуговує поїзди Intercity-Express та міжнародні поїзди до Італії.
Берн — найближча станція до Бернського університету в кварталі Ленггассе. 
На криші вокзалу є тераса, до якої можна піднятися на ліфті з платформ 12 і 13, звідки відкривається вид на місто та Бернські Альпи. 
До аеропорту Берна від станції зазвичай можна доїхати залізницею до станції Бельп, а потім автобусом, але перший і останній автобуси щодня курсують безпосередньо між вокзалом Берна та аеропортом. 

У 1999-2003 рр. станція була реконструйована та частково перепланована. 

На середину 2020-х вокзал містить Rail City, торговий центр, який працює довше, ніж більшість інших крамниць у місті, а також у неділю та святкові дні, коли більшість інших крамниць закриті; це можливо, оскільки закони про відкриття крамниць кантону та міста Берн не поширюються на нерухоме майно, що є федеральною власністю. 

Станція має шість платформ, що обслуговують дванадцять колій (пронумеровані 1–10 і 12–13), і дві платформи RBS, які обслуговують чотири метрові колії (пронумеровані 21–24). 
Цікаво, що там немає платформи 11, але є наскрізна залізнична колія без платформи між платформами 10 і 12. 

З вокзалу є пересадки на багато місцевих автобусних, трамвайних та тролейбусних маршрутів (обслуговуються BERNMOBIL) і регіональні автобуси. (обслуговуються PostBus Switzerland).
На тлі прогнозів різкого збільшення кількості пасажирів у 2010-х роках обговорювалися плани значного розширення та розвитку Бернського вокзалу, в основному зосереджуючись на нових підземних зонах. 
Швейцарська федеральна залізниця, «Regionalverkehr Bern-Solothurn» і місто Берн є ключовими спонсорами цього розвитку. 
26 червня 2017 року було видано дозвіл на заплановане розширення станції, і у наступний місяць розпочато будівельні роботи. Очікувалося, що оновлену станцію буде завершено до кінця 2025 року, але було відкладено до 2027 року, а тепер відкладено до 2029 року.

## Історія

### Ранні операції
У 1848 року разом із різними іншими інституційними змінами, коли Швейцарія переходила до нової системи федерального управління, Федеральна рада оголосила , що місто Берн було обрано новою столицею держави.
Як наслідок цього рішення, Берн пережив будівельний бум одразу після цього; ця робота була проведена з метою забезпечення різноманітних зручностей та місцевої інфраструктури відповідно до його нового статусу.
Серед розпочатих проектів була значна залізнична станція, яка була побудована з урахуванням очікуваного великого обсягу місцевих, регіональних і міжнародних перевезень. 

За весь час свого існування бернський вокзал був другим за величиною вокзалом Швейцарії. 
  
З часом станція Берна поступово розширювалася та додавалися нові послуги. 
Наразі станція є центральним вузлом міської мережі S-Bahn, а також є головною розв’язкою, що забезпечує сполучення по всій агломерації, яка охоплює територію, де проживає понад один мільйон людей. 
Як повідомляється, були створені прогнози, які передбачають, що до 2030 року кількість пасажирів, які користуються станцією, зросте до 260 000-375 000 осіб на день. 

### Перепланування
На початку ХХІ століття Швейцарські федеральні залізниці, «Regionalverkehr Bern-Solothurn» і місто Берн сформували команду з метою подальшого розвитку станції Берн, за для поліпшення обслуговування пасажирів. 

Відповідно до цієї мети, у 2010-х роках з’явилася концепція розширення станції, а саме будівництво нової підземної станції разом із допоміжними підземними та зовнішніми роботами. 
Зокрема, було запропоновано новий пішохідний підземний перехід, який, як стверджується, призведе до скорочення часу, необхідного для переходу між платформами станції; цей підземний перехід призначений не лише для доступу, а й для розміщення різних служб та торгових точок. 
Цей підземний перехід також матиме два нових входи на Бубенберг-Центр і Ленгассе, приблизно половина всіх пасажирів, як очікується, використовуватиме ці нові входи. 

На новій нижній дільниці станції планується розмістити загалом чотири колії, які мають бути прокладені під шістьма окремими коліями існуючої станції , 
та матиме пару великих підземних залів, кожен з яких буде оснащений однією центральною платформою шириною 12 метрів і двома коліями; розміри цих платформ мають бути точно сконструйовані таким чином, щоб максимально полегшити процеси посадки та висадки після зупинки поїзда. 
Пішохідний доступ до платформ і з них має здійснюватися як за допомогою ескалаторів, так і ліфтів, що дозволяє швидко переходити на старі платформи, де продовжуватимуть зупинятися головні потяги міжміського сполучення та S-Bahn, або вийти зі станції в місто. 

Заплановані різноманітні адаптації та зміни як чинної станції, так і її прилеглої території. 
В Ейльгуті планується побудувати більші підземні паркінги, а також підземні приміщення для встановлення різноманітних залізничних систем і шляхів екстреного доступу. 

На станції планується реставрація декоративної стелі Перрон, а також виконання колійних робіт та встановлення нових сигнальних будок. Значний акцент зроблено на естетиці закладу; саме з цією метою південна стіна головного вокзального холу, звернена до будівлі Міської лікарні, буде частково видалена, що передбачає створення світлішої та більш дружньої атмосфери в холі. 

26 червня 2017 року було надано офіційний дозвіл на будівництво запропонованого розширення станції. 

Наступного місяця будівельні роботи на об’єкті розпочаті. 

На кінець 2024 року, робота над першою фазою розширення не буде завершена до кінця 2025 року. 
 
За кошторисом, сама нова станція коштуватиме 614 мільйонів швейцарських франків (643 мільйони доларів), тоді як розширення пов’язаних громадських зручностей коштує 360 мільйонів швейцарських франків (377 мільйонів доларів США), а підтримка заходів з дорожнього руху в околицях коштує 93 мільйони швейцарських франків (97 мільйонів доларів); фінансування забезпечується федеральним урядом, міською владою та кантоном. 
Федеральний уряд через інфраструктурні фонди, місто Берн і Кантон забезпечать більшу частину фінансування. 
 
За проектом, розширення має дві черги; перша черга — будівництво нової зони станції метро та підземного пішохідного переходу. На другому етапі, який планується виконати до 2035 року, будуть виконані роботи з розширення площі станції. 

## Послуги

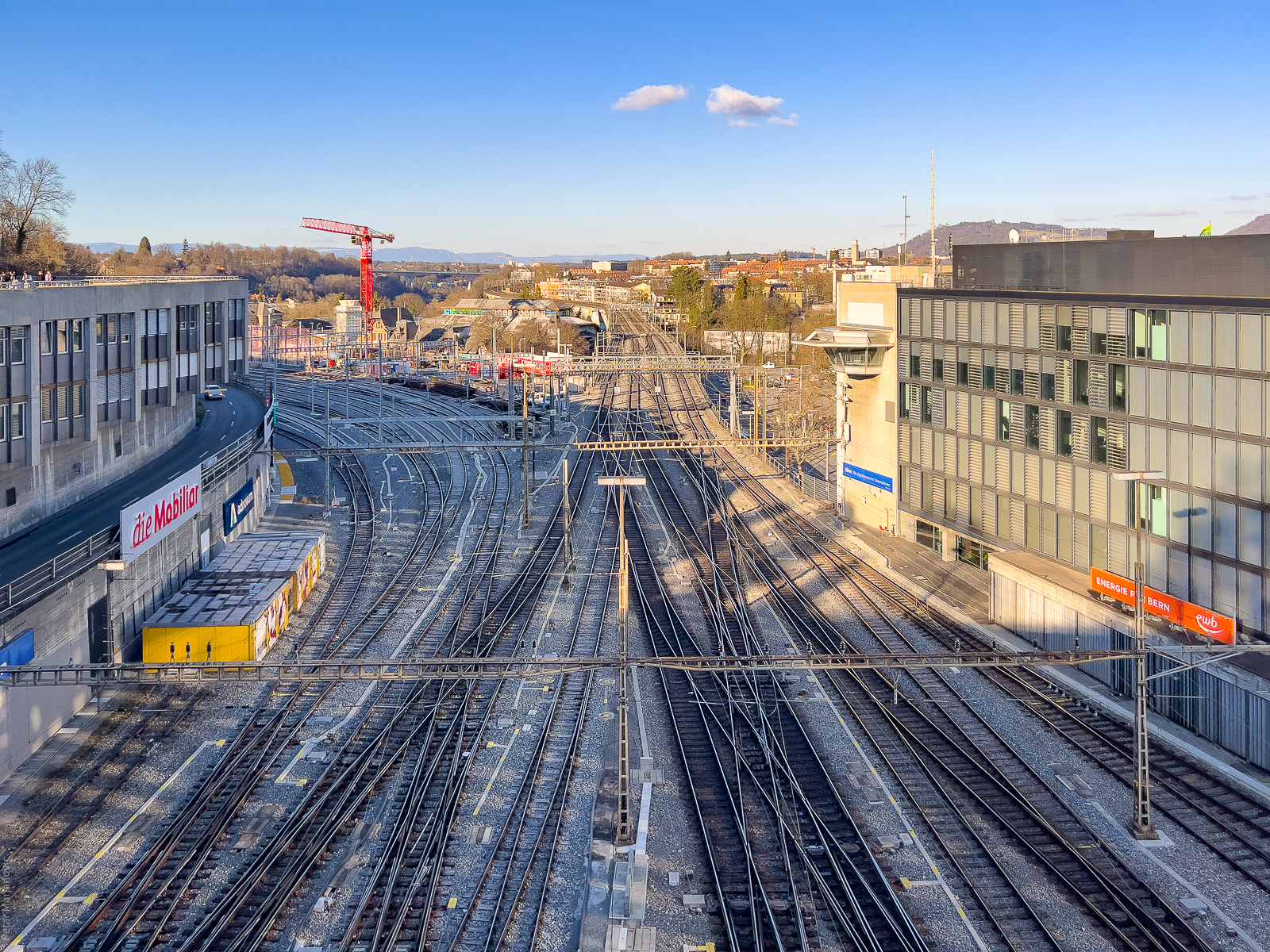
Більшість поїздів далекого прямування проходять через північну горловину станції

Після зміни розкладу в грудні 2023 року такі рейси зупиняються в Берні:
- EuroCity/InterCity/Intercity Express (ICE): що півгодини до Базель SBB та Шпіцом.

Більшість рейсів, що прямують з півночі, закінчуються в Базелі; один EuroCity прямує до Гамбург-Альтона, а два ICE — до Берлін-Східний вокзалу. Більшість поїздів у південному напрямку прямують до Інтерлакен-Ост; один поїзд кожні дві години курсує до Бріга. Три потяги EuroCity курсують з Бріга до Мілан-Центральний.
- Інтерсіті:
  - щогодини між Цюрих-Головний і Брігом.
  - щогодини між Женева-Аеропорт та Санкт-Галленом.
- InterRegio:
  - три потяги на годину до Ольтен, два на годину до Цюрих-Головний і один на годину до Кура.
  - що півгодини до Біль/Б'єн.
  - щогодини між аеропортом Женеви та Люцерном .
  - щогодини до Ла-Шо-де-Фон.
- RegioExpress: щогодини до Цвайзіммена або Бріг/Домодоссола; поїзд розділяється в Шпіці .
- RegioExpress:
  - щогодини або кожні п'ятнадцять хвилин у будні до Золотурна .
  - щогодини до Люцерна.
- Бернський S-Bahn[en]:
  - S1: щогодини до Фрібура і Туна.
  - S2: що півгодини до Лаупен BE та Лангнау-ім-Емменталь.
  - S22: в годину пік в будні до Лангнау.
  - S3: що півгодини до Біль/Б’єн та Бель.
  - S31: в годину пік до Мюнхенбухзе або Біль/Б'єн і Бельп.
  - S4/S44: що півгодини до Туна і Бургдорфа, щогодини до Бургдорфа в Лангнау, Золотурн або Зумісвальд-Грюнен.
  - S5: щогодини до Невшатель, Муртен/Мора або Паєрн.
  - S51: що півгодини до Берн-Брюннен-Вестсайд.
  - S52: щогодини до Керцерс і Берн; позапікові поїзди напрямку продовжують курсувати від Керзерса до Ліссаяк S35 і навпаки; вечірні поїзди продовжують курсувати з Керцерса до Інса.
  - S6: що півгодини до Шварценбурга.
  - S7: що п’ятнадцять хвилин до Ворб-Дорф, у години пік до Боллігена.
  - S8: що п’ятнадцять хвилин до Єгенсторф з кожним другим потягом, який прямує до Беттеркінден
  - S9: що п’ятнадцять хвилин до Унтерцоллікофен.
- RER Фрібур[en]
  - RE2: що півгодини до Брок-Шоколатерія.